# Fabian Schär
Fabian Lukas Schär (Wil, Cantón de San Galo, Suiza, 20 de diciembre de 1991) es un futbolista suizo que juega como defensa en el Newcastle United F. C. de la Premier League.

## Trayectoria
Schär inició su carrera como futbolista en el Wil, ente por el cual pasó entre las categorías juveniles hasta llegar a jugar de manera regular por el equipo de reserva. Luego de ser ascendido al primer equipo, debutó profesionalmente el 29 de noviembre de 2009 (a los 17 años) al ingresar tras ser suplente ante el Stade Nyonnais, en un encuentro válido por la Challenge League, segunda división del fútbol en Suiza. En un principio, Schär no creía que el fútbol le iba a dar el éxito que todo jugador anhela.

Solía trabajar todo el día en el banco Raiffeisen y luego iba a entrenar. Después regresaba a casa y hacía mis deberes hasta las 10 p.m.
Fabian Schär

En su primera temporada sólo disputó dos encuentros. Más adelante se estableció como regular en el primer equipo y convirtió su primer tanto como profesional en una victoria del Wil como visitante frente al Yverdon-Sport, el 30 de octubre de 2010. Ya afianzado como titular, llamó la atención nacional al anotar un espectacular gol de más de 50 metros, frente al Aarau.
El 4 de julio de 2012, se anunció su traspaso al gigante suizo Basilea, pese a la oposición de su novia Barbara Marin, firmando un contrato de tres años con una opción de un año adicional. Debutó en la Super Liga Suiza el 29 de septiembre de 2012 en el empate 1-1 ante el Lausanne Sports. Convirtió para el Basilea por primera vez en la victoria de local por 3–2 frente al Servette al cabecear un centro de su compatriota Fabian Frei.
Pese a que se pensó que iba a ser sólo una alternativa en el banco de suplentes, Schär se convirtió en una pieza clave del Basilea, tanto a nivel local como internacional. Al final de la temporada 2012/13, tanto Schär como el Basilea, lograron el título de liga y el subcampeonato en la Copa de Suiza. En la Liga Europea de la UEFA 2012/13, el Basilea llegó hasta las semifinales, cayendo en manos del Chelsea de Inglaterra, conjunto que terminaría proclamándose campeón del torneo.
Para la temporada 15/16 fue fichado por el Hoffenheim, con el cual disputa 24 partidos de liga, anotando un gol. En la temporada siguiente su presencia en el equipo baja hasta disputar tan solo 4 partidos en la liga alemana.
El 21 de julio de 2017 llega a un acuerdo con el Real Club Deportivo de La Coruña, de la Liga española, por 4 temporadas. Sin embargo, con el descenso de categoría, abandonó el club gallego tras una temporada y fichó por el Newcastle United.

## Selección nacional
Fue internacional con la selección de fútbol de Suiza en 86 oportunidades y marcó ocho goles.

### Categorías inferiores y Juegos Olímpicos
Schär pertenece a la brillante generación de futbolistas suizos que logró la consecución de la Copa Mundial Sub-17 de 2009; sin embargo, no formó parte de tal equipo. 
Integró las categorías juveniles de la selección suiza, al ser miembro de los combinados sub-20 y sub-21. Schär debutó con la selección sub-20 ante Polonia, el 17 de noviembre de 2011. Con los sub-21 jugó por primera vez el 29 de febrero de 2012 en la derrota ante Austria y anotó por primera vez con esta categoría el 10 de septiembre del mismo año ante Estonia. Este fue el último partido de la clasificación para la Eurocopa Sub-21 de 2013. Suiza finalizó segunda del grupo 5 y se aseguró un lugar en los play-offs. En la primera llave de los play-offs, disputada el 12 de octubre de 2012 frente al conjunto sub-21 de Alemania, Schär vio la tarjeta roja tras derribar a Sebastian Polter como último hombre. Suiza empató 1-1; sin embargo perdió en la siguiente llave y no clasificó al torneo final.
Schär fue elegido para representar a Suiza en el torneo masculino en los Juegos Olímpicos de Londres 2012, como parte del elenco sub-23 de Suiza. Jugó los dos primeros encuentros completos; sin embargo Suiza no avanzó a la siguiente fase al acabar en el último lugar del grupo B, por detrás de México, Corea del Sur y Gabón.

#### Participaciones en Juegos Olímpicos
| Olimpiada               | Resultado    | Partidos | Goles |
| ----------------------- | ------------ | -------- | ----- |
| JJ. OO. de Londres 2012 | Primera fase | 2        | 0     |

### Absoluta
Debutó con la selección de Suiza en agosto de 2013, en un partido ante Brasil.
El 6 de septiembre de 2013, debido a las ausencias de Johan Djourou, Timm Klose y el mismo Senderos, fue titular frente a Islandia, en el que sería su segundo partido con la selección mayor, sólo que esta vez en un partido válido por la clasificación para la Copa Mundial de Fútbol de 2014. Formando dupla en la zaga central con Steve Von Bergen, marcó su primer gol como internacional. Jugó todo el encuentro y el partido acabó 4-4.
En el siguiente partido anotó los dos goles cruciales con los que Suiza venció a Noruega de visita, un partido importante en la clasificación de Suiza a la Copa Mundial de Fútbol de 2014.
El 13 de mayo de 2014 el entrenador de la selección de Suiza, Ottmar Hitzfeld, lo incluyó en la lista oficial de 23 jugadores convocados para afrontar la Copa Mundial de Fútbol de 2014. No disputó los dos primeros partidos ante Ecuador y Francia, sin embargo debido a la lesión de Steve Von Bergen y al bajo rendimiento de Philippe Senderos, fue incluido como titular ante Honduras, formando dupla con Johan Djourou. Suiza goleó 3-0 y Schär fue titular una vez más en el encuentro de octavos de final ante Argentina, jugando a gran nivel pese a ser eliminados por un solitario gol de Ángel Di María.
El 4 de junio de 2018 el seleccionador Vladimir Petković lo incluyó en la lista de 23 para el Mundial.
En agosto de 2024 anunció su retirada tras más de diez años como internacional y después de haber participado en tres ediciones de la Copa Mundial y la Eurocopa.

#### Participaciones en Copas del Mundo
| Mundial      | Sede   | Resultado        | Partidos | Goles |
| ------------ | ------ | ---------------- | -------- | ----- |
| Mundial 2014 | Brasil | Octavos de final | 2        | 0     |
| Mundial 2018 | Rusia  | Octavos de final | 3        | 0     |
| Mundial 2022 | Catar  | Octavos de final | 2        | 0     |

#### Participaciones en Eurocopas
| Copa          | Sede     | Resultado        | Partidos | Goles |
| ------------- | -------- | ---------------- | -------- | ----- |
| Eurocopa 2016 | Francia  | Octavos de final | 4        | 1     |
| Eurocopa 2020 | Europa   | Cuartos de final | 4        | 0     |
| Eurocopa 2024 | Alemania | Cuartos de final | 5        | 0     |

## Estadísticas

### Clubes
Actualizado el 25 de mayo de 2025.
| F. C. Wil · Suiza | 2009-10       | 2.ª           | 2   | 0  | 0  | 0 | —  | — | 2   | 0  |
| F. C. Wil · Suiza | 2010-11       | 2.ª           | 24  | 4  | 1  | 0 | —  | — | 25  | 4  |
| F. C. Wil · Suiza | 2011-12       | 2.ª           | 26  | 5  | 3  | 0 | —  | — | 29  | 5  |
| F. C. Wil · Suiza | Total club    | Total club    | 52  | 9  | 4  | 0 | 0  | 0 | 56  | 9  |
| F. C. Basilea · Suiza | 2012-13       | 1.ª           | 21  | 4  | 3  | 0 | 14 | 4 | 38  | 8  |
| F. C. Basilea · Suiza | 2013-14       | 1.ª           | 22  | 4  | 1  | 0 | 12 | 2 | 25  | 6  |
| F. C. Basilea · Suiza | 2014-15       | 1.ª           | 30  | 1  | 4  | 0 | 7  | 0 | 41  | 1  |
| F. C. Basilea · Suiza | Total club    | Total club    | 73  | 9  | 8  | 0 | 33 | 6 | 114 | 15 |
| T. S. G. 1899 Hoffenheim · Alemania | 2015-16       | 1.ª           | 24  | 1  | 1  | 0 | —  | — | 25  | 1  |
| T. S. G. 1899 Hoffenheim · Alemania | 2016-17       | 1.ª           | 6   | 0  | 1  | 0 | —  | — | 7   | 0  |
| T. S. G. 1899 Hoffenheim · Alemania | Total club    | Total club    | 30  | 1  | 2  | 0 | 0  | 0 | 32  | 1  |
| R. C. Deportivo de La Coruña · España | 2017-18       | 1.ª           | 25  | 2  | 2  | 0 | —  | — | 27  | 2  |
| R. C. Deportivo de La Coruña · España | Total club    | Total club    | 25  | 2  | 2  | 0 | 0  | 0 | 27  | 2  |
| Newcastle United F. C. Inglaterra | 2018-19       | 1.ª           | 24  | 4  | 4  | 0 | —  | — | 28  | 4  |
| Newcastle United F. C. Inglaterra | 2019-20       | 1.ª           | 22  | 2  | 5  | 0 | —  | — | 27  | 2  |
| Newcastle United F. C. Inglaterra | 2020-21       | 1.ª           | 18  | 1  | 1  | 0 | —  | — | 19  | 1  |
| Newcastle United F. C. Inglaterra | 2021-22       | 1.ª           | 25  | 2  | 1  | 0 | ―  | ― | 26  | 2  |
| Newcastle United F. C. Inglaterra | 2022-23       | 1.ª           | 36  | 1  | 5  | 0 | ―  | ― | 41  | 1  |
| Newcastle United F. C. Inglaterra | 2023-24       | 1.ª           | 36  | 4  | 5  | 0 | 6  | 1 | 47  | 5  |
| Newcastle United F. C. Inglaterra | 2024-25       | 1.ª           | 34  | 4  | 8  | 2 | ―  | ― | 42  | 6  |
| Newcastle United F. C. Inglaterra | Total club    | Total club    | 195 | 18 | 29 | 2 | 6  | 1 | 230 | 21 |
| Total carrera | Total carrera | Total carrera | 375 | 39 | 45 | 2 | 39 | 7 | 459 | 48 |
| (1)Incluye datos de la Copa de Suiza (2010/11, 2011/12, 2012/13, 2013/14 y 2014/15) y de la Copa de Alemania (2015/16 y 2016/17). (2)Incluye datos de la Liga de Campeones de la UEFA (2012/13, 2013/14 y 2014/15) y la Liga Europea de la UEFA (2012/13 y 2013/14). |               |               |     |    |    |   |    |   |     |    |

## Palmarés

### Campeonatos nacionales
| Título             | Club             | País       | Año     |
| ------------------ | ---------------- | ---------- | ------- |
| Superliga de Suiza | F. C. Basilea    | Suiza      | 2012-13 |
| Superliga de Suiza | F. C. Basilea    | Suiza      | 2013-14 |
| Copa de la Liga    | Newcastle United | Inglaterra | 2024-25 |

### Distinciones individuales
| Distinción                                   | Año  |
| -------------------------------------------- | ---- |
| Novato del año en Suiza, según Credit Suisse | 2013 |